# Dasyuris austrina
Dasyuris austrina là một loài bướm đêm trong họ Geometridae.